# Aura Urziceanu
Pentru orice alte utilizări ale numelui propriu Aura, a se vedea Aura (dezambiguizare). 
Aura Urziceanu (n. 14 decembrie 1946, București, România) este o cântăreață și compozitoare de jazz din România, considerată una dintre cele mai importante voci românești ale genului; în acest sens, jazzologul și interpretul Mihai Berindei o numește o „cântăreață autentică de jazz de clasă internațională”. În primii săi ani de activitate a interpretat muzică ușoară, iar mai târziu a abordat și repertoriul de muzică populară românească.

## Primii ani, debutul
Aura Urziceanu s-a născut în anul 1946 la București. Părinții ei se numeau Jana și Nelu Urziceanu. La vârsta de cinci (după alte surse, patru) ani a început să studieze vioara sub îndrumarea tatălui ei. Mai târziu absolvă clasa de canto de muzică ușoară condusă de profesoara Florica Orăscu la Școala Populară de Artă din București.
Își face debutul la Radiodifuziunea Română în 1959, cu piesa „Vreau să cânt și eu la televizor”. Câțiva ani mai târziu interpretează la Televiziune compoziția „Soarele e-ndrăgostit de Mamaia”, scrisă de Dinu Șerbănescu pe versurile lui Aurel Felea și prezentată anterior la prima ediție (1963) a Festivalului de Muzică Ușoară de la Mamaia.
În primii ani, tânăra Aura Urziceanu interpretează muzică ușoară în case de cultură. Se face remarcată în cadrul unui concert de interpreți amatori cuprins în programul ediției cu numărul trei (1965) a Festivalului de la Mamaia, unde cântă într-o manieră liberă piesa „La tine mi-e gândul”, semnată de compozitorul Petre Firulescu. În același an, își face prima apariție pe o scenă mare la Sala Palatului din București, unde interpretează două numere dintr-un spectacol la Teatrul de revistă Constantin Tănase „Zâmbiți, vă rog” și „Oglinda dragostei”, ambele compuse de Edmond Deda.
Primul recital de jazz al Aurei Urziceanu are loc la Student Club.

## Activitate

### Cariera în jazz

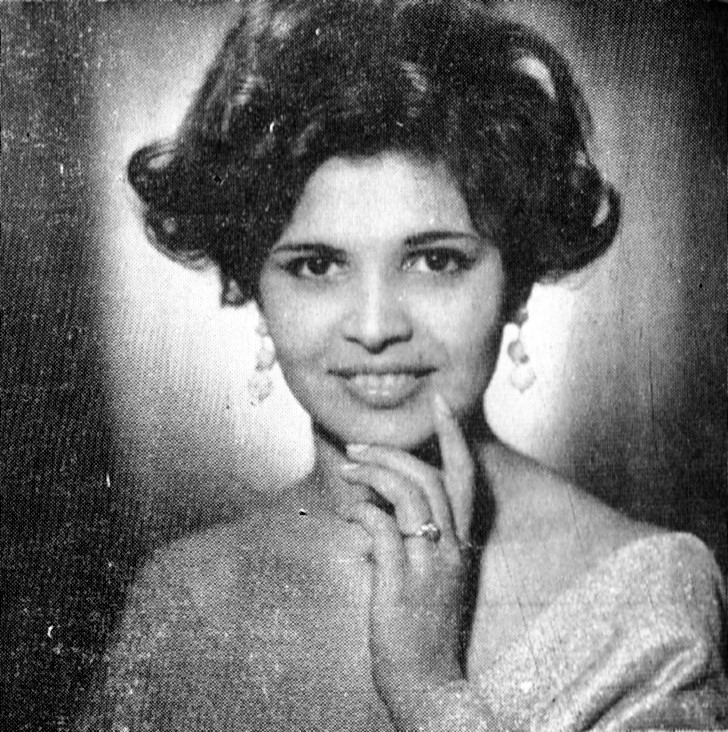
Aura Urziceanu în anii 1960.

În primăvara lui 1966, cântăreața este distribuită în spectacolul Jazz–jazz–jazz, prezentat la Teatrul Evreiesc de Stat, alături de pianistul János Kőrössy, contrabasistul Johnny Răducanu, bateristul Miki Mănăilă și balerinele Miriam Răducanu și Cecilia Hoppe. Se face remarcată în jazz cu o adaptare a Rapsodiei române nr. 1 de George Enescu.
Interpreta susține turnee în compania celor mai prestigioase orchestre românești de jazz și de muzică ușoară. În continuare concertează în țară, apoi din nou în Uniunea Sovietică (1968) și înapoi în țară, cu pianistul Horia Ropcea. Urmează concerte împreună cu Edmond Deda la pian, susținute la sala „Dalles” și la Teatrul „Ion Vasilescu” din capitală.
În 1972, Aura Urziceanu își face debutul internațional pe scena de la Carnegie Hall (New York) cu formația pianistului și șefului de orchestră american Duke Ellington. Va mai cânta alături de alte nume importante ale muzicii de jazz, precum cântăreața Ella Fitzgerald, pianiștii Bill Evans, Ahmad Jamal și Hank Jones, șeful de orchestră Quincy Jones, trompetiștii Dizzy Gillespie și Thad Jones, saxofonistul Paul Desmond, chitaristul Joe Pass și bateristul Mel Lewis.
Efectuează turnee și în Australia, Brazilia, Bulgaria, Franța, Germania, Italia, Japonia, Polonia, Regatul Unit, Statele Unite ale Americii etc. Face parte din juriile unor concursuri internaționale desfășurate la New York și Toronto (Canada).

### Interpretă de muzica ușoară
Aura Urziceanu însoțește în 1966 o orchestră de muzică ușoară reunind formațiile János Kőrössy și Bebe Prisada într-un turneu în U.R.S.S.. Cântăreața se bucură de o apreciere deosebită din partea publicului.
La cea de a cincea ediție (1969) a Festivalului de la Mamaia, ea primește premiul al doilea pentru interpretare. Doi ani mai târziu, o echipă formată din Aura Urziceanu, Aurelian Andreescu și Mihaela Mihai cucerește Cupa Europei la Festivalul Internațional al Cântecului de la Knokke-Heist (Belgia), iar Urziceanu este numită cântăreața festivalului.
Aura Urziceanu colaborează cu ansamblul condus de Richard Oschanitzky, atât pe scenă, cât și în studiourile de înregistrare; împreună realizează și muzică de film.

## Aprecieri critice
În 1968, la câțiva ani de la debutul cântăreței pe scenă, Edmond Deda îi caracteriza prestația astfel: „dotată cu un excepțional simț al improvizației de jazz, cu un swing și o deosebită muzicalitate, tânăra Aura Urziceanu – vocalmente în dezvoltare – este azi una din speranțele școlii interpretative a muzicii ușoare românești”.

## Controverse legate de originea etnică a cântăreței
S-a susținut că artista ar avea o origine etnică romă, afirmația apărând și în unele studii despre cultura romilor. În octombrie 2010, blogul cântăreței și agenția de știri Optimal Media au protestat contra publicării în Wikipedia în limba română de referințe susținând afirmația respectivă, care a fost de altfel negată categoric pe blog. În primăvara anului 2011, în urma primirii unor mesaje de amenințare și injurii din partea unui anonim (identificat ulterior cu un tânăr din localitatea Codlea) și redeschizând disputa din toamnă (sub justificarea că materialul defăimător nu fusese șters de pe Wikipedia), Radu Mușetescu, reprezentantul artistei în România și al Fundației Culturale „Aura Urziceanu”, a anunțat pe canalele  de comunicare dedicate acesteia și în dialog cu jurnaliștii mai multor agenții de presă că artista va „renunța definitiv la contactul cu Țara Românească [sic!”. În replică, unul dintre editorii implicați în conflictul cu Wikipedia a prezentat politicile editoriale care au permis apariția și păstrarea informației controversate pe site, aducând, dovezi că unele acuzații făcute de Mușetescu sunt false. Ca reacție protestul public demarat de cântăreață, câțiva colegi de scenă și prieteni ai acesteia au dat declarații în care și-au exprimat solidaritatea.

## Repertoriu de muzică ușoară
În genul ușor, Aura Urziceanu a scris și interpretat câteva compoziții proprii, precum „Cine-mi poate spune” și șlagărul „Dor de viață”. Alături de acestea, a cântat numeroase piese aparținând altor autori (ale căror titluri sunt aranjate mai jos în ordine alfabetică; în paranteze este trecut numele compozitorului și, acolo unde este cunoscut, cel al textierului): – titlurile citate din alte surse au note proprii
| - Aproape liniște (Nicu Alifantis/Alexandru Andrieș) - Ăsta-i norocul (Ion Cristinoiu) - Ce crezi tu despre mine (Ion Cristinoiu) – duet cu compozitorul, înregistrare Radio - Ce e iubirea - Ciocănitoarea (Laurențiu Profeta) - Cum e în soare (Zoltán Boros) - De ieri până azi (Laurențiu Profeta) - Dintr-o carte veche (Johnny Răducanu) - Dorul soarelui (Dan Creimerman) - Dragă-mi este dragostea (Laurențiu Profeta) - Dragostea e ca marea (Dan Creimerman) - Drum nesfârșit (Dan Creimerman) - Ești toată viața mea (George Națis) - Eu cred iubind (Dan Creimerman) - Fata și mingea (Florian Lungu) - Fantastic vis (Edmond Deda) - Florile îndrăgostite (Aurel Giroveanu) - Gândul meu (Eugen Teger) - Gândul verii (Ion Cristinoiu) - Glasul roților de tren (Ion Vasilescu) - Iarnă, iarnă (Johnny Răducanu) | - Ionel, Ionelule (Claude Romano) - În amurg (Aurel Giroveanu) - Înserare (Dan Mândrilă) - Jocul țambalelor (Johnny Răducanu) - La fântâna fetelor (Ion Cristinoiu) - Nu-mi cere să cânt (Johnny Răducanu) - Nu te iubesc (Richard Bartzer) - Nu te opri (Dan Creimerman) - O dublă stea (Adrian Enescu) OST Racolarea - Pe Olt, soare (Johnny Răducanu) - septembrie (duet cu Aurelian Andreescu) (Try to Remember) (Harvey Schmidt) - Tot ce-aș dori (Dan Creimerman) - Trifoiul (Aurel Giroveanu) - Tu ești cântecul (Dan Mândrilă) - Țărăncuță, țărăncuță (Ion Vasilescu) - Un cântec vechi rămâne veșnic tânăr (Edmond Deda) - Un mic cuvânt (Richard Oschanitzky) - Vino, noapte (Andrei Proșteanu) - Visez sau e-adevărat (Henry Mălineanu) - Vreau să vii în viața mea (Doru Căplescu) - Vreme de seară (Dan Creimerman) |

## Discografie

### Mini-discuri
- EDC 10.224 (1971, Electrecord)
- 45-STM-EDC 10.316 (1973, Electrecord) – cu Cvintetul de jazz București

### Albume
- Aura (1972, Pink Elephant PE 877-017)
- STM-EDE 0834 (1973, Electrecord)
- Seară de jazz (1974, Electrecord STM-EDE 0938) – cu Septetul de jazz București
- Oh, My Love (1974, Electrecord STM-EDE 01029)
- Thad & Aura (1977, Four Leaf Clover) – cu Thad Jones
- Once I Loved (1981, Electrecord ST-EDE 01892)
- Dulce cîntec românesc (1982, Electrecord EDE 02167) – cu George Urziceanu
- Over the Rainbow (1984, dublu album, Electrecord ST-EDE 02505 și ST-EDE 02506)
- EDE 02803 (1986, Electrecord)
- I Found Love Again (1996, Bask Records) – sub numele Aura Borealis
- Dor de viață (2000, Bask Records)

### Reeditări
- I Found Love Again (1997, Electrecord)
- Dor de viață (2001, Electrecord)
- Seară de jazz (2003, P-Vine)
- Over the Rainbow (2003, P-Vine)

### Compilații cu alți muzicieni
- Melodii din toată lumea IX (1971?, Electrecord)